# Ducatul de Bar
Ducatul de Bar a fost un ducat istoric ținând atât de Imperiul romano-german cât și de coroana Franței, ulterior (în 1766) fiind încorporat, odată cu Ducatul Lorena, în Franța.

## Istoric
La jumătatea secolului al X-lea, teritoriul de Bar constituia o regiune dependentă a Sfântului Imperiu Roman. Prima dinastie de Bar era reprezentată de fapt de către ducii de Lotharingia Superioară, din casa conților de Ardennes, decendenți din contele palatin Wigeric de Lotharingia. Ei și-au stabilit reședința la Bar, care ulterior va fi numit Bar-le-Duc. Această dinastie de Ardennes-Bar s-a stins odată cu ducele Frederic al III-lea de Lorena (d. 1033) și cu sora sa, contesa Sofia de Bar (d. 1093).
În secolul al XI-lea, seniorii de Bar au fost doar conți de Bar (fără a mai stăpâni sau a emite pretenții asupra ducatului loren). Ei aparțineau casei de Mousson-Montbéliard-Ferrette.
Theobald I de Bar a fost un aliat al regelui Filip August al Franței, așa cum a fost și fiul său Henric al II-lea de Bar, care s-a remarcat în bătălia de la Bouvines din 1214. Însă uneori conții de Bar au ridicat armele împotriva Franței. Astfel, în 1301, Henric al III-lea de Bar, încheind o alianță cu regele Eduard I al Angliei, cu a cărui fiică se căsătorise, a fost înfrânt de către Filip al IV-lea cel Frumos, care l-a constrâns să presteze omagiu pentru o porțiune din Barrois, situată la apus de Meuse, care avea să fie numită Barrois mouvant. Din acel moment, Ducatul de Bar a constituit parte atât a coroanei Franței (pentru regiunea de la vest de Meuse) cât și a Imperiului (pentru restul ducatului).
În 1354, Robert I de Bar, căsătorit cu o prințesă franceză, a fost numit marchiz de Pont-à-Mousson de către împăratul Carol al IV-lea de Luxemburg și a luat titlul de duce de Bar. Din acel moment, titulatura de "marchiz de Pont-à-Mousson" a fost utilizată de către ducii de Bar și de prezumtivii lor moștenitori. Succesorul lui Robert, Eduard al III-lea de Bar, a căzut în bătălia de la Azincourt din 1415.
În 1419, Ludovic I de Bar, frate al ultimului cardinal și episcop de Châlons-sur-Marne, a acordat ducatul de Bar lui René, duce de Anjou și rege al Neapolelui, nepotul sorei sale Iolanda, René căsătorindu-se cu ducesa Isabela de Lorena. Iolanda de Lorena, care în 1444 se căsătorise cu contele Frederic al II-lea de Vaudémont, a devenit moștenitoare a ducelui Nicolae I de Calabria și de Lorena, în 1473, ca și al lui René of Anjou, duce de Bar, în 1480; astfel, Lorena, având ducatul de Bar atașat, a revenit încă o dată familiei vechilor săi duci.
Atașat odată cu Lorena de Franța în 1634, Ducatul de Bar rămas, cu excepția unor scurte intervale, parte a domeniului regal al Franței. În 1738, el a fost conferit, ca și Lorena, lui Stanisław Leszczyński, fost rege al Poloniei, la moartea căruia din 1766 fiind din nou atașat coroanei Franței.

## Conducători de Bar și de Pont-à-Mousson

### Conți de Bar
- Casa de Ardennes (a lui Wigeric)
  - Frederic I (959–978), fiul contelui palatin Wigeric de Lotharingia; de asemenea, duce de Lorena Superioară
  - Thierry I (978–1026/1027), fiul precedentului; de asemenea, duce de Lorena Superioară
  - Frederic al II-lea (1026/1027), fiul precedentului; de asemenea, duce de Lorena Superioară
  - Frederic al III-lea (1026/1027–1033), fiul precedentului; de asemenea, duce de Lorena Superioară
  - Sofia de Bar  (1033-1093), sora precedentului

- Casa de Montbeliard
  - Thierry al II-lea (1093–1105), fiul precedentei cu contele Ludovic de Montbeliard (d. 1071); de asemenea conte de Montbeliard
  - Reginald I cel Chior (1105–1150)
  - Reginald al II-lea (1150–1170)
  - Henric I (1170–1189)
  - Teobald I  (1189–1214); de asemenea, conte de Luxemburg
  - Henric al II-lea (1214–1239)
  - Teobald al II-lea (1239–1291)
  - Henric al III-lea (1291–1302)
  - Eduard I (1302–1337)
  - Henric al IV-lea (1337–1344)
  - Eduard al II-lea (1344–1352)

### Duci de Bar
- Robert I (1352–1411)
- Eduard al III-lea (1411–1415)
- Ludovic I (1415–1431); de asemenea, episcop de Poitiers, apoi de Langres, iar în final de Châlons-sur-Marne
- René I (1431–1480); de asemenea, rege al Neapolelui, duce de Lorena, de Anjou, conte de Piemont, rege titular al Ierusalimului și al Aragonului
- Iolanda (1480–1483); de asemenea, ducesă de Lorena și de Anjou
- René al II-lea (1483–1508); de asemenea, duce de Lorena

În continuare, unit cu Ducatul Lorena.

### Marchizi dePont-à-Mousson
- Robert I de Bar (1354–1411)
- Eduard al III-lea de Bar (1411–1415)
- Ludovic I de Bar (1415–1419)
- René de Anjou (1419–1441)
- Ludovic de Anjou (1441–1443)
- René de Anjou (a doua oară) (1443–1444)
- Ioan (1444–1470); de asemenea, duce de Lorena
- Nicolae (1470–1473); de asemenea duce de Lorena
- vacant (1473–1480)
- René al II-lea de Lorena (1480–1508)

În continuare, unit cu Ducatul Lorena.